# یک دوست بزرگ
یک دوست بزرگ (انگلیسی: A Great Friend) یا چیزهای ساده (فرانسوی: Les Choses simples‎) یک فیلم در ژانر کمدی-درام به کارگردانی اریک بنار محصول سال ۲۰۲۳ کشور فرانسه است.